# Jan Vermeer

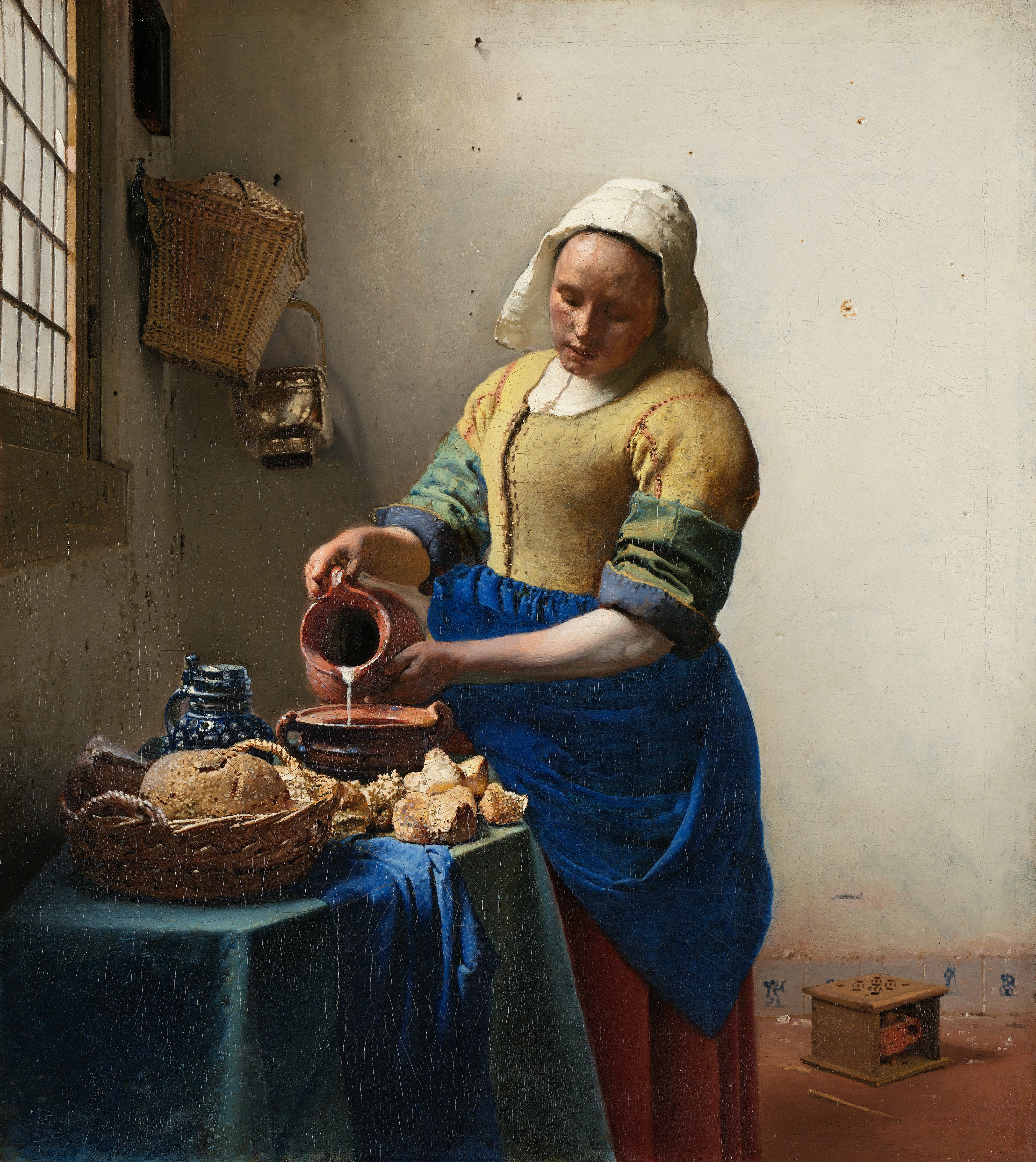
Dienstmagd mit Milchkrug, 1658–1660, Rijksmuseum
Das Bild gehört zu Vermeers bekanntesten Werken.

Jan Vermeer van Delft, auch genannt Johannes Vermeer (getauft 31. Oktober 1632 in Delft; begraben 15. Dezember 1675 ebenda; zeitgenössisch Joannis ver Meer, Joannis van der Meer), ist einer der bekanntesten holländischen Maler des Barock. Er wirkte in der Epoche des Goldenen Zeitalters der Niederlande, in der das Land eine politische, wirtschaftliche und kulturelle Blütezeit erlebte.
Der Umfang des Gesamtwerkes von Jan Vermeer ist mit heute bekannten 37 Bildern sehr klein, wobei aus alten Auktionsaufzeichnungen weitere Titel überliefert sind. Die ersten Werke Vermeers waren Historienbilder, bekannt geworden ist er jedoch für seine Genreszenen, die einen Großteil seiner Arbeiten ausmachen. Die bekanntesten Werke sind durch die heutige Rezeption die Ansicht von Delft und Das Mädchen mit dem Perlenohrring. Aufgrund der geringen Zahl bekannter Bilder wurden ihm im 19. Jahrhundert, einer Zeit gestiegenen Interesses der Forschung über Jan Vermeer und sein Werk, fälschlicherweise Bilder anderer Künstler zugeschrieben. Heute ist sein Werkumfang jedoch von der Forschung allgemein anerkannt.

## Leben
Über das Leben von Jan Vermeer van Delft ist nur wenig bekannt. Er wurde am 31. Oktober 1632 in der Nieuwe Kerk in Delft getauft und war das zweite Kind und der einzige Sohn seiner Eltern. Sein Vater Reynier Jansz kam ursprünglich aus Antwerpen, zog 1611 nach Amsterdam und arbeitete dort als Seidenweber. 1615 heiratete er Digna Baltens und ging unter dem Namen Vos nach Delft, wo er einen Gasthof betrieb. Nebenbei arbeitete er weiter als Weber und trat außerdem der St.-Lukas-Gilde in Delft offiziell als Kunsthändler bei. Dort begegnete Vermeer Malern wie Pieter Steenwyck, Balthasar van der Ast und Pieter Groenewegen.

### Ausbildung
Über die Ausbildung Jan Vermeers zum Maler gibt es keine gesicherten Informationen. Er wurde als Freimeister am 29. Dezember 1653 Mitglied der St.-Lukas-Gilde. Dieser Aufnahme muss eine sechs Jahre umfassende Lehrzeit bei einem von der Gilde anerkannten Maler vorausgegangen sein. Es wird vermutet, dass Vermeer Schüler von Leonaert Bramer gewesen sein könnte. Diese Hypothese fand zwar aufgrund großer Unterschiede im Stil wenig Zustimmung, eine Verbindung Vermeers zu ihm ist jedoch urkundlich nachgewiesen. Weiterhin ist der Kontakt zu Gerard ter Borch belegt. Daneben wurde angenommen, Vermeer sei ein Schüler Carel Fabritius’ gewesen, der von Rembrandt ausgebildet worden sei. Diese Hypothese war seit William Thoré-Bürger im 19. Jahrhundert lange allgemein anerkannt und ist noch heute weit verbreitet, wird jedoch von der Kunstwissenschaft inzwischen bezweifelt. Stattdessen wird Pieter de Hooch, der zwischen 1652 und 1661 in Delft lebte, eine prägende Rolle für die Malerei Jan Vermeers zugewiesen, da de Hoochs Stil in der Genremalerei Vermeers ausgemacht und als verfeinert erkannt wurde.

### Familienleben und Werk
Jan Vermeer heiratete am 20. April 1653 Catharina Bolnes in Schipluiden, einem Dorf in der Nähe von Delft. Die Ehe stieß zunächst auf den Widerstand der Mutter Catharinas, Maria Thins. Ein Grund dafür kann der Calvinismus Vermeers gewesen sein, während Catharina Bolnes katholisch war. Erst nach Fürsprache des Katholiken Leonaert Bramer gab Maria Thins ihre Vorbehalte gegen eine Eheschließung auf. Ob Vermeer zur katholischen Kirche übertrat, ist umstritten.
1660 zog Vermeer mit seiner Ehefrau in den Haushalt seiner Schwiegermutter am Oude Langendijk. Mit Catharina Bolnes hatte er fünfzehn Kinder, von denen vier bereits im frühen Kindesalter starben. Jan Vermeer scheint zu dieser Zeit relativ viel Geld verdient zu haben, weil er seine Kinder ohne Probleme ernähren konnte. Da er durchschnittlich nur zwei Bilder pro Jahr malte, muss er noch weitere Einkommensquellen gehabt haben. Bekannt ist, dass er seine Mutter beim Führen der Schänke „Mechelen“ am Delfter Großen Markt unterstützte, die sie nach dem Tod ihres Ehemannes geerbt hatte und in der Vermeer aller Wahrscheinlichkeit nach auch seinen Kunsthandel betrieb, eine verbreitete Nebentätigkeit niederländischer Maler des 17. Jahrhunderts. In den Jahren 1662 und 1663 sowie 1670 und 1671 war Vermeer Dekan der St.-Lukas-Gilde. Da im 17. Jahrhundert jeder Handwerker und Künstler zum Ausüben seines Berufes Mitglied einer Gilde sein musste, die die Regeln dafür festlegte, war die Position des Dekans eine einflussreiche und belegt, dass Jan Vermeer eine angesehene Persönlichkeit in Delft war.
Bereits zu seinen Lebzeiten konnte Jan Vermeer gute Preise für seine Bilder erzielen. Vermeer malte nur wenige seiner Bilder für den freien Kunstmarkt. Seine Bilder gingen meist an Mäzene wie den Bäcker Hendrick van Buyten. Dabei ist nicht bekannt, ob Vermeer mit dem Malen der Bilder beauftragt wurde oder die Mäzene nur ein Vorkaufsrecht auf seine Werke besaßen. Neben seiner künstlerischen Tätigkeit arbeitete Jan Vermeer auch als Kunstexperte. So prüfte er beispielsweise die Echtheit einer Sammlung venezianischer und römischer Bilder, die der Kunsthändler Gerard Uylenburgh dem Kurfürsten von Brandenburg Friedrich Wilhelm für eine Summe von 30.000 Gulden verkaufen wollte. Vermeer reiste 1672 nach Den Haag, wo er die Bilder zusammen mit einem anderen Künstler, Hans Jordaens, begutachtete. Er bestritt vor einem Notar deren Echtheit und erklärte, dass sie höchstens ein Zehntel des geforderten Preises wert seien.

### Letzte Jahre und Tod

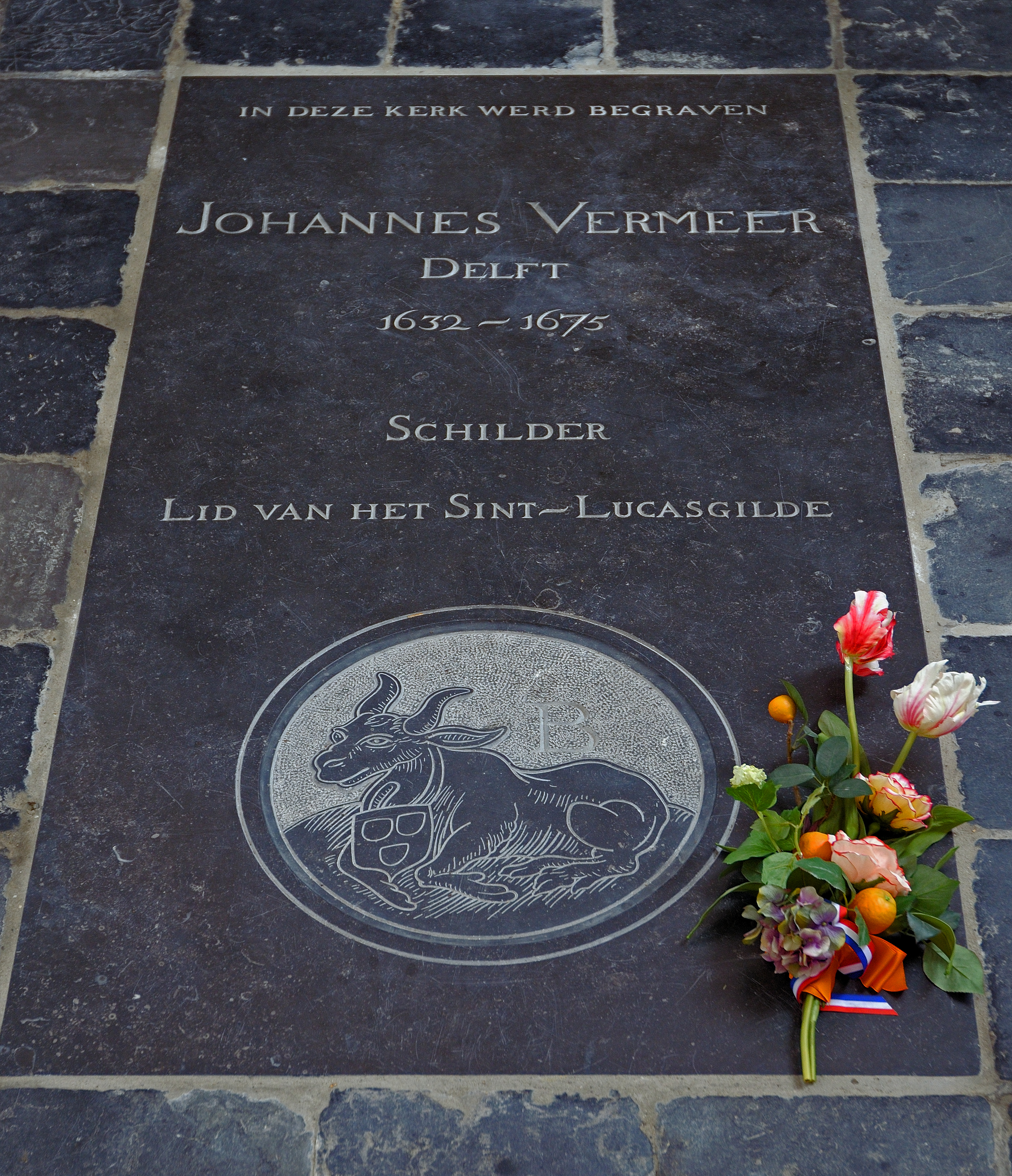
Grabplatte Jan Vermeers in Delft

In seinen letzten Lebensjahren verschlechterte sich die wirtschaftliche Situation Vermeers, sodass er Kredite aufnehmen musste. Infolge des 1672 ausgebrochenen und bis 1679 andauernden französisch-niederländischen Krieges konnte er keine weiteren Bilder verkaufen. Daneben gab Catharina Bolnes in einer Bitte um teilweisen Schuldenerlass vom 30. April 1676 an, dass ihr Mann während des Krieges Bilder, mit denen er Handel trieb, unter Wert habe verkaufen müssen. 1675 wurde Vermeer krank und starb innerhalb weniger Tage. Am 15. Dezember 1675 wurde er in der Familiengruft in der Oude Kerk in Delft beigesetzt. Seine Frau musste zur Abtragung der Schulden auf ihr Erbrecht verzichten und übertrug es den Gläubigern.

## Werk
Jan Vermeers Gesamtwerk umfasst nach heutiger Kenntnis 37 Gemälde, die durchweg schwer zu datieren sind. Bei den Bildern Junge Frau am Virginal, Mädchen mit Flöte, Diana mit ihren Gefährtinnen und Die heilige Praxedis bestehen jedoch Zweifel an Vermeers Urheberschaft. Im Oktober 2022 informierte die National Gallery in Washington, dass ein Expertenteam das Mädchen mit der Flöte nun als Werk eines Vermeer-Schülers einschätzt.
Die relativ geringe Anzahl der erhaltenen eigenhändigen Werke veranlasste die Forschung immer wieder, ihm weitere Werke zuzuschreiben, die heute meist als falsch erkannt sind. Dazu kommen einige weitere Bilder, die nur durch alte Auktionskataloge oder Stiche bekannt sind, so dass die Frage nach ihrer Authentizität nach derzeitigem Wissensstand offenbleiben muss.
Einige der frühesten Bilder von Jan Vermeer lassen sich der Gattung der Historienmalerei zuordnen. Diese nahm im 17. Jahrhundert, vor der Porträt-, Landschafts-, Stillleben- und Tiermalerei, in der Malerei die höchste Stellung ein. Unter die Historienmalerei fielen zur Zeit Vermeers die Darstellung von Ereignissen der Antike, von Mythen und Heiligenlegenden sowie von kirchengeschichtlichen und biblischen Motiven. In der zweiten Hälfte der 1650er-Jahre wechselte Jan Vermeer von den Historienbildern zu Stadtansichten und Genreszenen. Der Grund für diesen Wechsel ist nicht bekannt. Es wird jedoch vermutet, dass Vermeer die Historienmalerei nicht in dem Maße zur Wiedergabe der Lichtverhältnisse und Perspektive nutzen konnte, wie dies in den anderen Gattungen der Malerei möglich war. Auch der Einfluss von Pieter de Hooch und Jan Steen, die beide zur Zeit des Stilwechsels in Delft lebten, könnten diesen bewirkt haben. Beide arbeiteten in ihren Bildern mit figürlichen und architektonischen Elementen des alltäglichen Lebens. Weiterhin können de Hooch, Steen und Vermeer von der Atmosphäre in Delft zu dieser Zeit so beeinflusst worden sein, dass sie inhaltliche und stilistische Neuerungen in ihre Kunst einbrachten. Für diese These sprechen Veränderungen im Stil Steens und de Hoochs nach ihrer Ankunft in Delft.

### Historienbilder

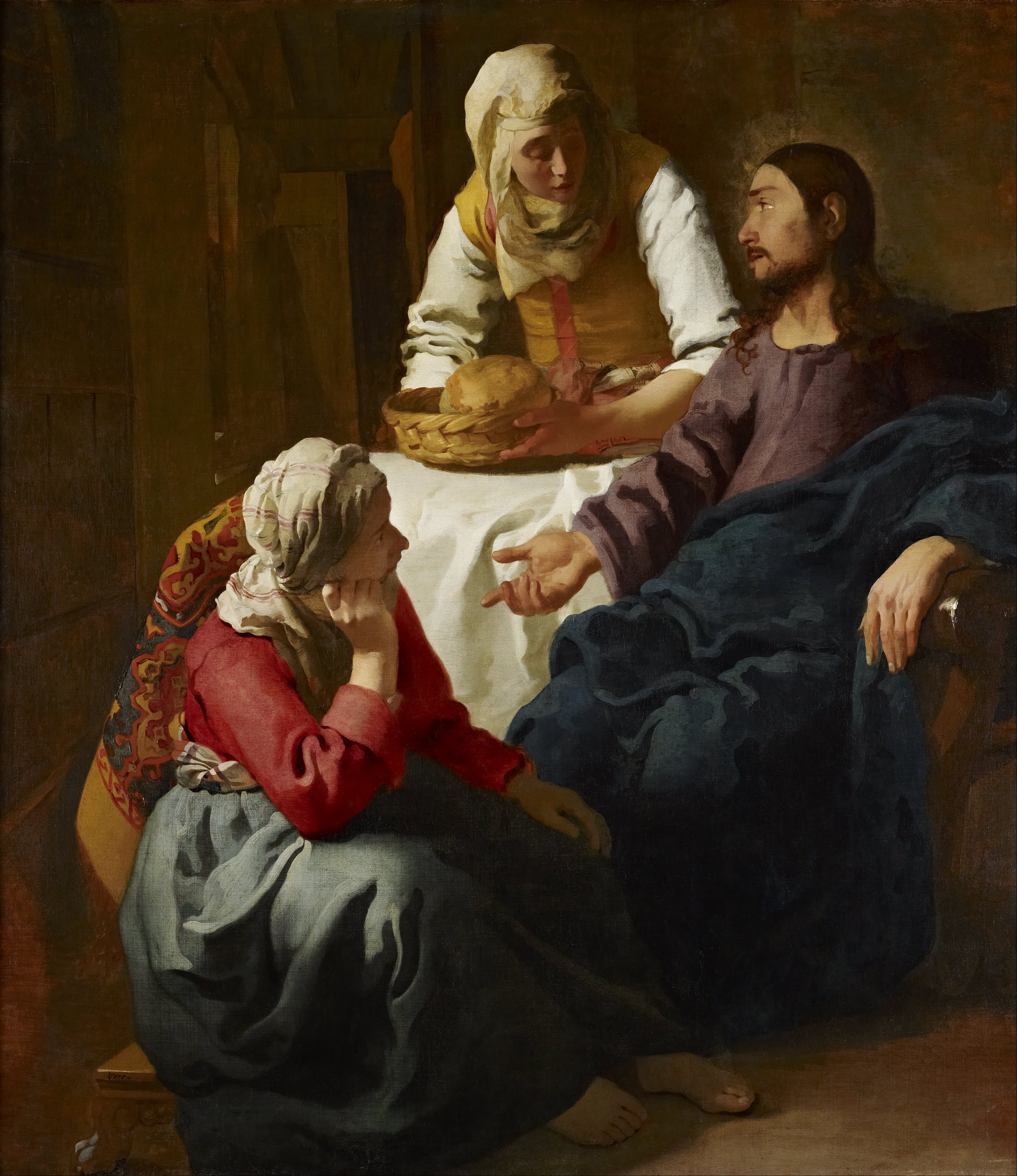
Christus bei Maria und Martha, 1654/1655,
Scottish National Gallery

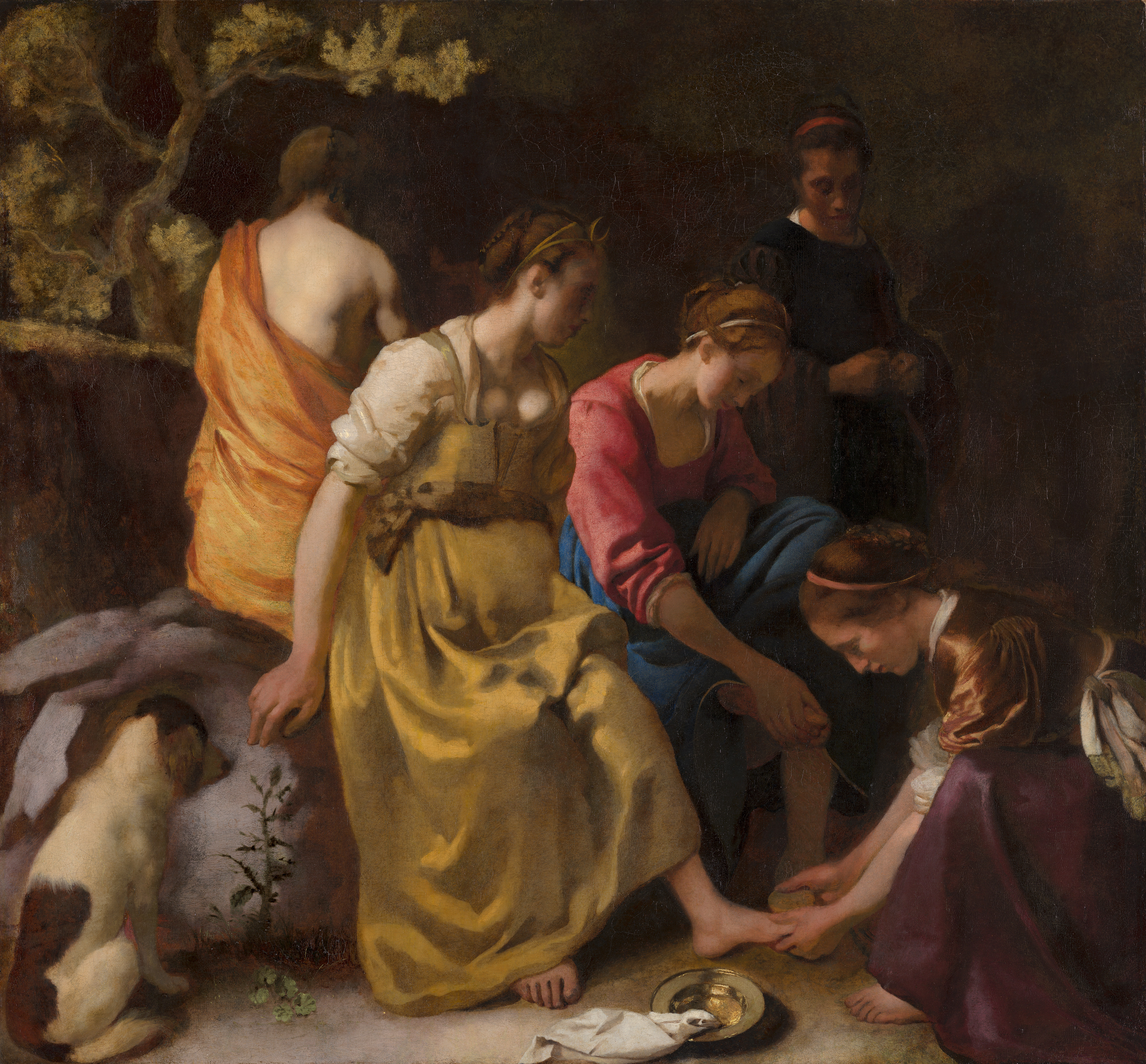
Diana mit ihren Gefährtinnen (um 1655/1656)

Im Vergleich zu den späten Werken Vermeers hatten seine drei frühen Historienbilder Christus bei Maria und Martha mit 160 cm × 142 cm, Diana mit ihren Gefährtinnen mit 98,5 cm × 105 cm und Die heilige Praxedis mit 101,6 cm × 82,6 cm ein großes Format. Ein Beispiel für die Größe der späteren Werke ist Das Mädchen mit dem Perlenohrring, das nur 45 cm × 40 cm misst.
In dem Bild Christus bei Maria und Martha, um 1654/1655 entstanden, greift Jan Vermeer eine Stelle aus dem Lukasevangelium auf: Jesus Christus kehrt bei Maria und Martha ein. Während Martha das Essen zubereitet, hört Maria Jesus zu. Martha fragt ihn, warum er Maria nicht dazu auffordere, ihr zu helfen, und erhält die Antwort: „Marta, Marta, du machst dir viele Sorgen und Mühen. Aber nur eines ist notwendig. Maria hat den guten Teil gewählt, der wird ihr nicht genommen werden“ (Lk 10,38-42 ). Diese Perikope war seit dem 16. Jahrhundert ein häufig in der Malerei behandeltes Sujet, weil sich an ihr das von den Reformatoren aufgezeigte Problem des guten Werkes verdeutlichte, das sie als oberflächliche, äußerliche Handlung betrachteten. Die Komposition ist im Vergleich zu späteren Werken Vermeers schlicht und nach dem Schema der Pyramide angelegt. Martha steht mit einem Brotkorb in der Hand hinter Jesus, der auf einem Stuhl sitzt und dessen Kopf von einem schwachen Heiligenschein umgeben ist. Im Vordergrund sitzt Maria mit aufgestütztem Kopf auf einem Schemel. Diese Geste Marias soll Nachdenklichkeit verdeutlichen. Als Zeichen der Demut trägt sie keine Schuhe. Der ausgestreckte, auf sie zeigende Arm Jesu soll Martha bedeuten, dass ihre Schwester sich für die bessere Tätigkeit entschieden hat. Vermeer setzte kräftige Farbkontraste ein zwischen dem Weiß des Tischtuches und dem Rot von Marias Oberteil sowie dem Blau des Gewandes von Jesus. Vermeer verwendete Smalt für das blaue Gewand von Christus anstelle des üblichen Ultramarins.
Das zweite Historienbild Vermeers, Diana mit ihren Gefährtinnen, entstand um 1655/1656. Diana, auch Artemis genannt, ist die jungfräuliche Göttin der Jagd aus der griechischen Mythologie. Auf dem Bild wird sie auf einem Stein sitzend und von vier Nymphen umgeben dargestellt. Diana wurde mit kurzem Gewand oder auch gern als Badende abgebildet. Vermeer stellt sie bekleidet dar, ein Zugeständnis an den Zeitgeist, der Nacktheit als anstößig empfand. So wendet sich auch eine nur halbbekleidete Nymphe hinter Diana vom Betrachter ab und dreht ihm den Rücken zu. Das Bild ist handlungsarm, zwei Nymphen sitzen mit Diana auf dem Stein, eine steht im Hintergrund und betrachtet, wie die Vierte einen Fuß Dianas wäscht. Diese rituelle Handlung stellt einen Bezug her zum Motiv der Fußwaschung beim letzten Abendmahl. Es dämmert, weshalb die Gesichter der Frauen im Schatten liegen. Die Dunkelheit und das Diadem mit der Mondsichel sind eine Anspielung auf die häufige Gleichsetzung Dianas mit der Mondgöttin Selene. Dem Bild Diana mit ihren Gefährtinnen wurden, vor allem in der Darstellung der Körperhaltungen, Mängel nachgesagt. Deshalb wurden wiederholt stilkritische Zweifel laut, dass es überhaupt ein Werk Vermeers sei. Diese Zweifel lassen sich bis heute weder bestätigen noch entkräften.

### Stadtansichten

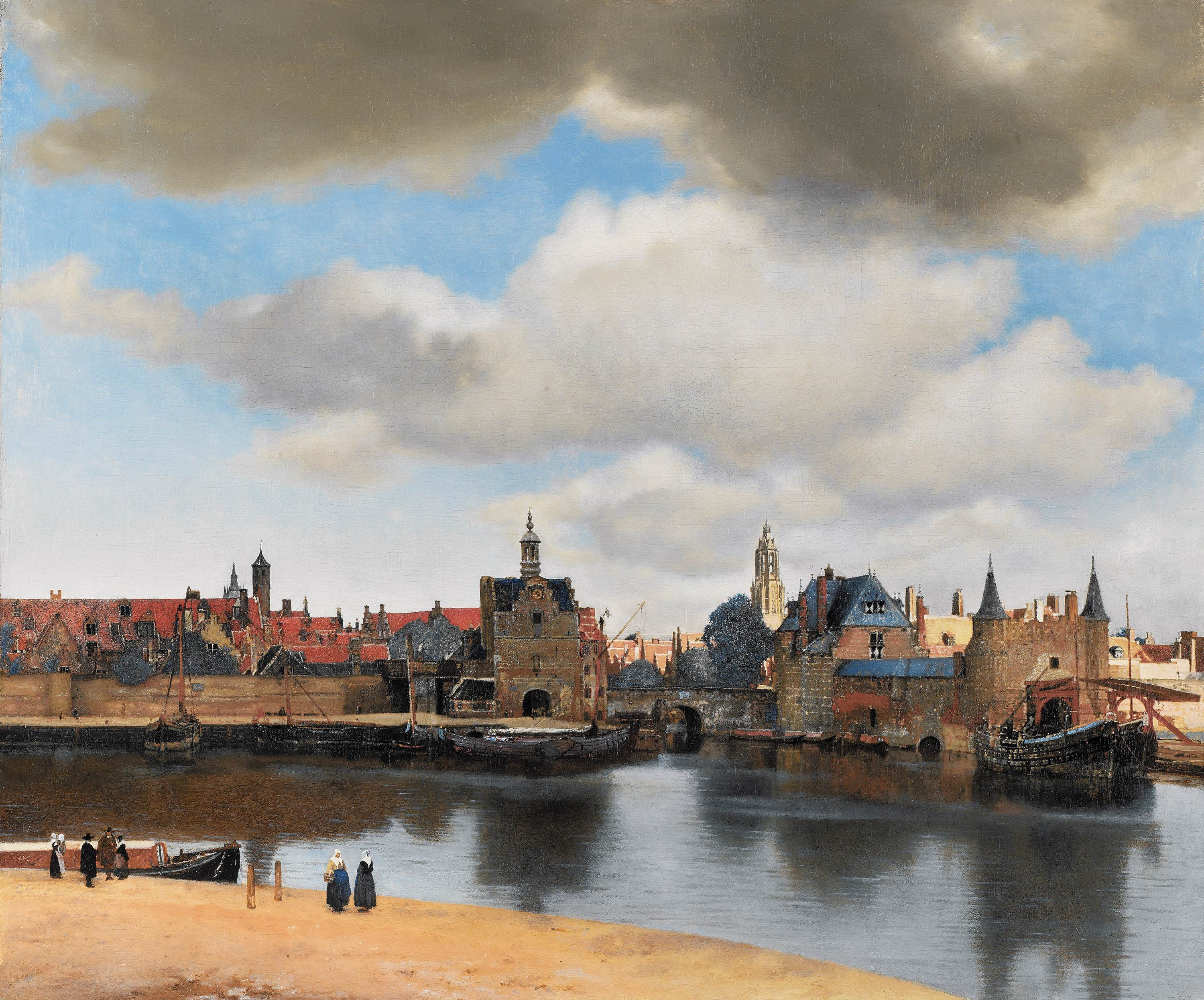
Ansicht von Delft (etwa 1660/1661)

Vermeer malte zwei Bilder mit Bezug zu seiner Heimatstadt: die Straße in Delft und die Ansicht von Delft. Stadtansichten wurden meist infolge von öffentlichen oder privaten Aufträgen, nur selten für den freien Markt gemalt. Sie erzielten deshalb auch höhere Preise als nicht auftragsgebundene Landschaftsbilder.
Das Bild Ansicht von Delft entstand wohl um 1660/1661. Jan Vermeer gestaltete es wahrscheinlich mit Hilfe einer Camera obscura von einem höheren Stockwerk eines Hauses aus. Der Umstand des erhöhten Standpunktes wird vor allem an der Aufsicht der Figuren am linken unteren Bildrand deutlich. Das Bild zeigt eine Ansicht der Stadt mit dem Fluss Schie im Vordergrund. Jan Vermeer ordnete hier, ähnlich wie in seinen anderen Bildern, die architektonischen Elemente parallel zum Bildrand an, im Gegensatz zu anderen Malern, die mit in die Tiefe führenden Straßen das Innenleben einer Stadt zugänglich machen wollten. Daneben legte Vermeer in der Komposition im Vordergrund einen dreieckigen Uferstreifen an. Dieses Element, das von Pieter Brueghel eingeführt wurde, fand häufig Verwendung, beispielsweise in dem Bild Blick auf Zierikzee von Esaias van de Velde. Vermeer benutzte für die Farbgebung seiner Delfter Ansicht vor allem Braun- und Ockertöne. Auf die im Schatten liegenden Gebäude im Vordergrund und an die Schiffsrümpfe setzte er Farbtupfen, um die Fugenstruktur und die Verkrustungen zu zeigen. Das die Wolken durchbrechende Licht beleuchtet vor allem sich im Hintergrund befindende Gebäude und den Turm der Nieuwe Kerk. Mit dem hell erleuchteten Kirchturm wollte Jan Vermeer vermutlich ein politisches Statement abgeben. In der Nieuwe Kerk befand sich das Grabmal des 1584 bei einem Attentat in Delft gestorbenen Wilhelm I. von Oranien, der als Held des Widerstandes gegen Spanien galt.

### Moralisierende Bilder

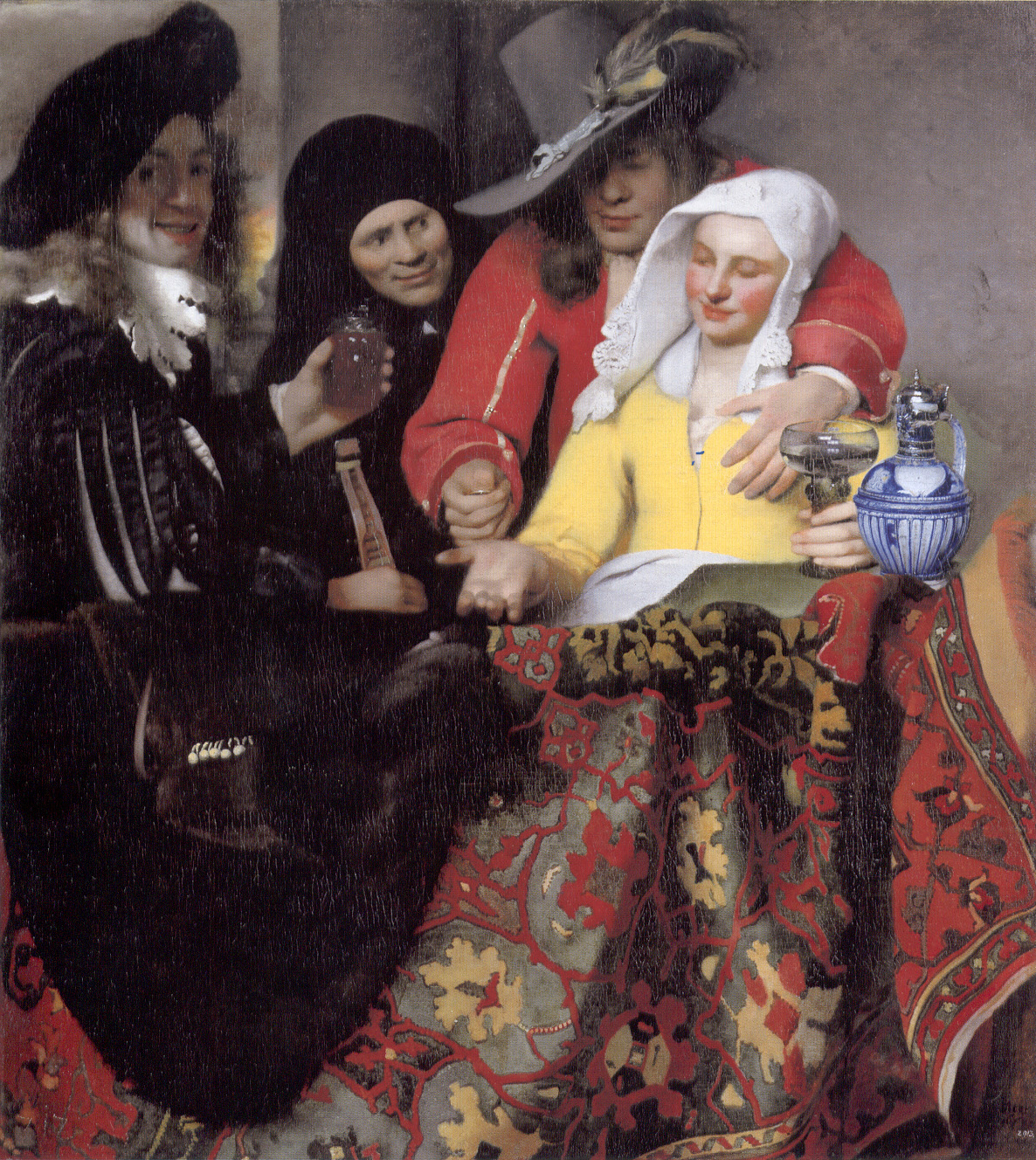
Bei der Kupplerin (1656)

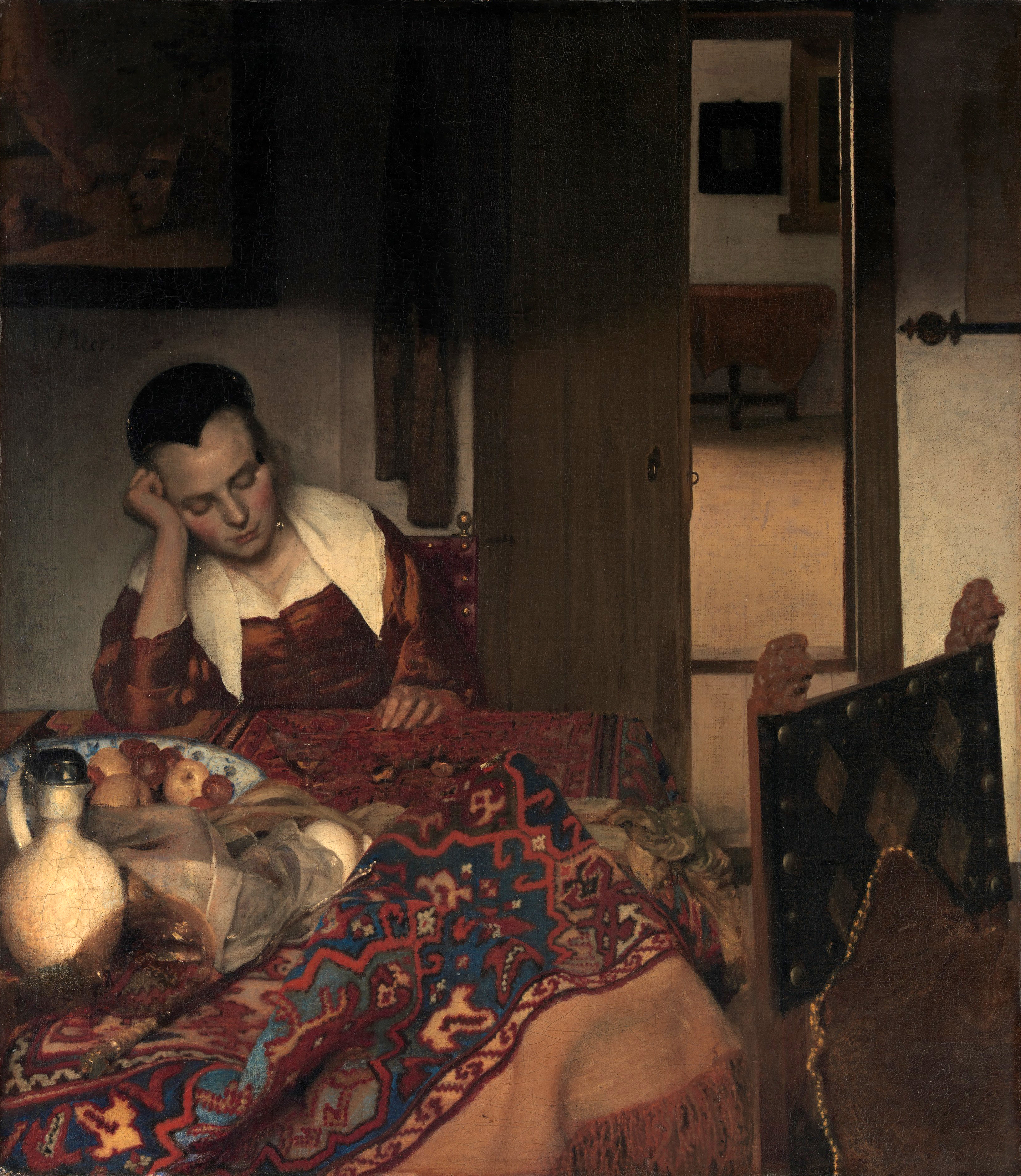
Schlafendes Mädchen (etwa 1657)

Bei der Kupplerin aus dem Jahr 1656 ist das früheste Bild Jan Vermeers, das der Genremalerei zuzuordnen ist. Wahrscheinlich ist, dass Vermeer sich von dem gleichnamigen Bild des Malers Dirck van Baburen, das sich im Besitz seiner Schwiegermutter Maria Thins befand, inspirieren ließ. Dieses Bild erscheint weiterhin in einigen Werken Vermeers als Anspielung auf das behandelte Thema. Bei der Kupplerin lässt sich der Kategorie des „Bordeeltje“, des Bordellbildes, zuordnen, die eine Unterkategorie des Genrebildes darstellt. Das Bild zeigt vier Personen, zwei Frauen und zwei Männer. Für eine konkrete Bezeichnung der Figuren fehlt die Klarheit, ob es sich tatsächlich um eine Szene in einem Bordell handelt oder um eine häusliche Szene. Im ersten Fall würde es sich bei der Frau am rechten Bildrand um eine Prostituierte handeln, bei dem Mann, der hinter ihr steht, um einen Freier. Die schwarz gekleidete Frau wäre die Kupplerin, die das Geschäft organisiert hätte. Handelt es sich jedoch um eine häusliche Szene, würde das Bild das Entstehen einer außerehelichen Beziehung darstellen. In diesem Fall wäre die Kupplerin wohl eine Frau aus der Nachbarschaft, welche diese Beziehung organisiert hätte. Bei dem Mann mit dem Wasserglas am linken Rand des Bildes könnte es sich um Vermeer selbst handeln. Es wäre sein einziges Selbstbildnis. Von den abgebildeten Personen sind nur die Oberkörper sichtbar, da sich im Vordergrund ein Tisch und eine Brüstung befinden. Diese Komposition des Bildes erzeugt beim Betrachter Distanz zu den Figuren. Da Genrebilder auch Werte vermitteln sollten, enthielten sie oft Mahnungen. Durch das Weinmotiv, dargestellt in der Karaffe und dem Weinglas in der Hand der Prostituierten, deren Wangen durch den Alkoholkonsum gerötet sind, sollte vermittelt werden, dass der Mensch trotz der sinnlichen Verführungen bei klarem Verstand bleiben sollte. Der zentrale Aspekt des Bildes, die Käuflichkeit der Liebe, wird nur indirekt dargestellt, indem die Prostituierte ihre Hand öffnet, um eine Münze von dem Freier entgegenzunehmen. Damit ist Vermeer im Vergleich mit anderen Künstlern, die drastischere Anspielungen verwendeten – wie zum Beispiel Frans van Mieris, der im Hintergrund des Bildes Der Soldat und das Mädchen kopulierende Hunde darstellte – relativ zurückhaltend.
Das Bild Schlafendes Mädchen, das um 1657 gemalt wurde, ist ein weiteres Werk Vermeers mit moralisierender Aussage. Die abgebildete junge Frau sitzt an einem Tisch, der mit einem orientalischen Teppich bedeckt ist. Dieser bildet am vorderen Ende des Tisches ein Dreieck und wurde von Vermeer zusammen mit einer Weinkaraffe und einem Obstteller arrangiert. Die Frau schläft und stützt dabei ihren Kopf mit dem Arm ab, was symbolisch den Müßiggang unterstreichen soll. Die Kleidung lässt erkennen, dass es sich nicht um eine Dienstmagd, sondern um eine den Haushalt verwaltende Ehefrau handelt. Jan Vermeer hatte anfangs in dem Bild mehrere erzählerische Elemente verwendet, um die Frau innerhalb des Bildes interagieren zu lassen. So zeigte eine Röntgenuntersuchung, dass sich in der Tür ein Hund und im linken Bildhintergrund ein Mann befanden, die später übermalt wurden. Damit wurde das Bild von der Komposition her für Interpretationen offener. Das Motiv des Weingenusses wird in diesem Bild durch die Karaffe erneut aufgegriffen und bestimmte auch den Titel des Bildes als Ein betrunkenes, schlafendes Mädchen an einem Tisch beim Verkauf am 16. Mai 1696: Infolge des durch den Weinkonsum bedingten Schlafes vernachlässigt die Frau ihre Pflichten im Haushalt.

### Frauendarstellungen

Das Mädchen mit dem Perlenohrring (etwa 1665)

Die meisten Darstellungen von Frauen in den Bildern Vermeers legen eine Geschichte nahe, wobei Attribute wie etwa Musikinstrumente oder Haushaltsgegenstände die Vorstellung der Handlung beeinflussen. Nur drei Bilder unterscheiden sich in größerem Maß davon und können als Porträts bezeichnet werden.
Das Bild Briefleserin am offenen Fenster, das um 1657 und damit in Vermeers Frühphase gemalt wurde, zeigt eine Frau mit einem Brief, der hauptsächlich die Handlung des Bildes bestimmt. Das Element des Briefes greift Vermeer auch in anderen Bildern auf. In diesem Bild zeigt der Künstler eine in der Mitte des Bildes positionierte Frau mit einem Brief in der Hand vor einem offenen Fenster. Im Vordergrund steht ein Tisch, davor befindet sich am rechten Bildrand ein Vorhang. Die Frau ist im Profil abgebildet, der Betrachter kann jedoch die Andeutung ihres Gesichts als Spiegelung im Fenster sehen. Dass es sich bei dem Brief wahrscheinlich um einen Liebesbrief handelt, wird an Details deutlich wie der Andeutung des Sündenfalls durch die mit Pfirsichen und Äpfeln gefüllte Obstschale. Der Vorhang, der im Vordergrund zu sehen ist, kann diese Aussage noch verstärken, wenn er als Zeichen der Offenbarung zur Seite geschoben ist. Es kann jedoch auch sein, dass er lediglich eines von Vermeer mehrmals benutzten Elementen der Komposition ist. Rechts neben der Briefleserin wurde bei einer Röntgenaufnahme 1979 ein nackter Amor entdeckt, der mit mehreren Schichten übermalt wurde. Er hat in etwa dieselbe Größe wie das Mädchen. Laboruntersuchungen haben ergeben, dass die Übermalung zweifelsfrei nicht von Vermeer stammt. Im Zuge einer Restaurierung wurden auch diese Übermalungen entfernt. Das Bild ist seit September 2021 wieder im Originalzustand, also mit Cupido, öffentlich zu sehen.
In den meisten Frauendarstellungen von Jan Vermeer spielen moralische Aussagen eine bedeutende Rolle. Auch in den Bildern mit musizierenden Frauen wird dieses Thema aufgegriffen. Ein Beispiel dafür ist das zwischen 1673 und 1675 entstandene Werk Stehende Virginalspielerin. Schon der Name des Instrumentes Virginal ist eine Anspielung auf die Jungfräulichkeit des abgebildeten Mädchens. Sie ist vor allem vor dem Hintergrund zu verstehen, dass im 17. Jahrhundert in den Niederlanden strikt darauf geachtet wurde, dass die Frau bis zur Heirat keinen Geschlechtsverkehr hatte. Das Bild mit der Cupidodarstellung im Bildhintergrund bildet einen Kontrast zu diesem Moralverständnis.
Das populärste Bild von Jan Vermeer ist das um 1665 entstandene Porträt Das Mädchen mit dem Perlenohrring. Diese Bekanntheit beruht vor allem auf der modernen Rezeption und darauf, dass dieses Werk der Aufhänger einer erfolgreichen Vermeer-Ausstellung im Mauritshuis in Den Haag in den Jahren 1995 und 1996 war. Das abgebildete Mädchen ist aus unmittelbarer Nähe und ohne erzählerische Attribute dargestellt, was dieses Bildnis von den anderen Werken Vermeers deutlich abhebt. Es ist nicht bekannt, wer die Abgebildete ist. Es könnte sich um ein Modell handeln, vielleicht war das Bild aber auch eine Auftragsarbeit. Der Hintergrund des Bildes ist neutral und sehr dunkel, durch seine Vielfarbigkeit aber nicht schwarz. Dieser dunkle Hintergrund verstärkt die Helligkeit des Mädchens, insbesondere die seiner Haut. Es neigt den Kopf, was den Anschein von Gedankenverlorenheit beim Betrachter hervorruft. Das Mädchen interagiert mit dem Betrachter, indem es ihn direkt anblickt und den Mund leicht geöffnet hält, was in der niederländischen Malerei häufig die Andeutung einer Ansprache des Bildbetrachters darstellt. Die Kleidung des Mädchens wurde von Vermeer mit annähernd reinen Farben gemalt, die Anzahl der auf dem Bild vorhandenen Farben ist begrenzt. Die Jacke des Mädchens ist bräunlichgelb und bildet damit einen Kontrast zum blauen Turban und zum weißen Kragen. Der Turban mit dem gelben herabfallenden Tuch ist ein Zeichen für das in der damaligen Zeit vorhandene Interesse an der morgenländischen Kultur in der Folge der Türkenkriege. Im 17. Jahrhundert waren Turbane deshalb ein beliebtes und weit verbreitetes Accessoire in Europa. Daneben fällt besonders die Perle am Ohr des Mädchens auf, die aus der Schattenzone des Halses hervorsticht.

### Darstellung der Wissenschaften

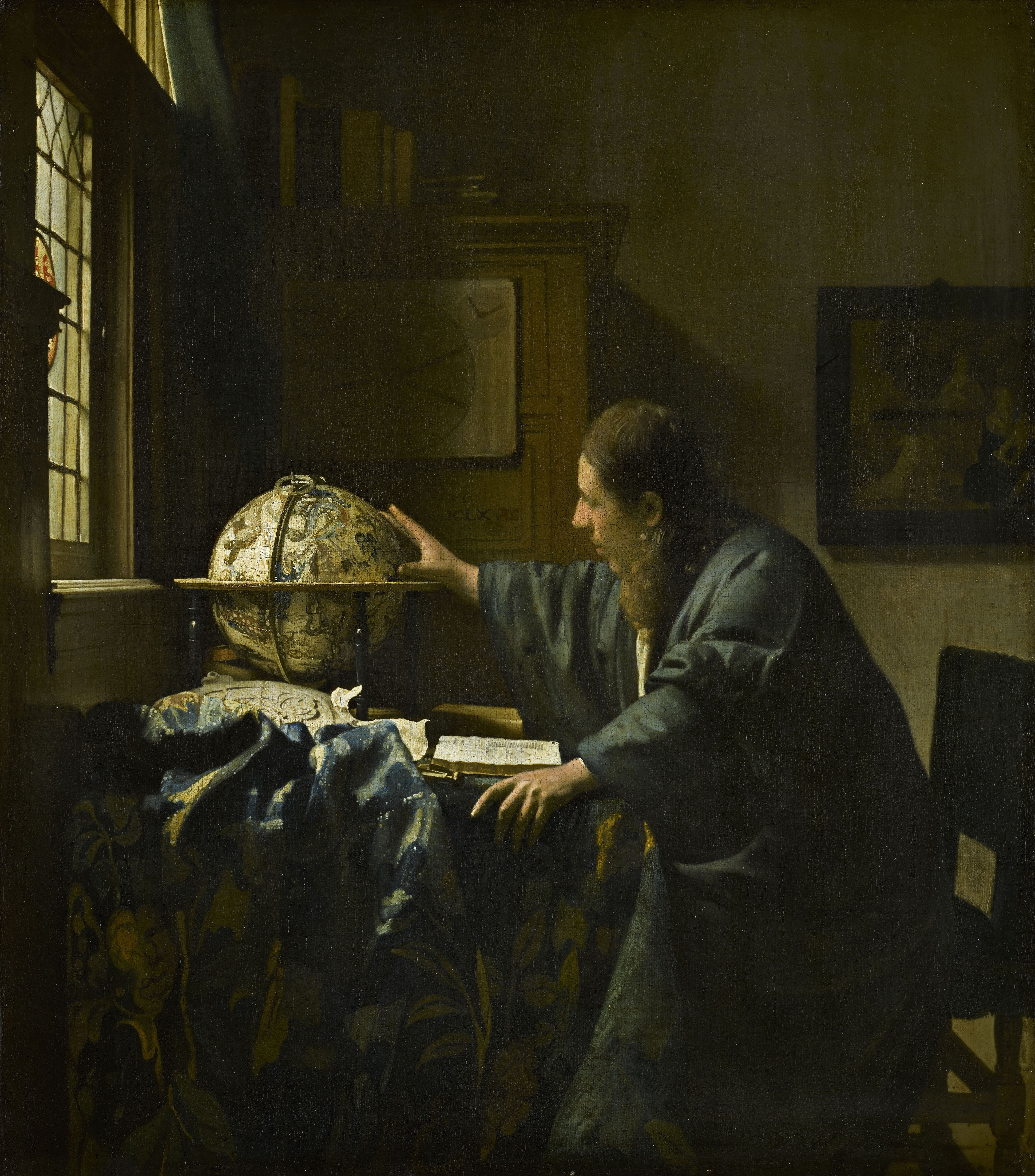
Der Astronom (1668)

Der Geograf, 1669, Städel Museum in Frankfurt am Main

In dem Gemälde Der Astronom aus dem Jahr 1668 sowie dem Parallelbild Der Geograph, das in den Jahren 1668 und 1669 entstand, setzt Jan Vermeer Disziplinen der Wissenschaft und deren Vertreter in Szene. Auch in einigen anderen Bildern wie Der Soldat und das lachende Mädchen finden sich Anspielungen, etwa Gerätschaften oder im Bildhintergrund dargestellte Karten. Die Kartografie war eine junge Wissenschaftsdisziplin und befand sich noch in der Entwicklung, insbesondere hinsichtlich der verschiedenen Verfahren von Kartenprojektionen, durch deren Entwurf ein flaches Bild der runden Erde gezeigt werden konnte.
Im 17. Jahrhundert waren Karten ein Luxusgut, sie stehen in Vermeers Bildern nicht nur als ein Zeichen von Reichtum, sondern auch für Bildung. Darüber hinaus verweisen sie auf die Stellung der Niederlande als einer See- und Handelsmacht, die im Fernhandel weltweit aktiv und mit den ertragsreichen Niederländischen Kolonien eine bedeutende Kolonialmacht war. In ihrem Goldenen Zeitalter verstand sich die Republik der Vereinigten Niederlande militärisch, wirtschaftlich und wissenschaftlich als Weltmacht. Ihre Vorherrschaft im Überseehandel konnte sie nach dem Zweiten der Englisch-Niederländischen Kriege im Frieden von Breda 1667 noch behaupten, hatte sich aber aus Nordamerika zurückgezogen und das vormalige Nieuw Amsterdam hieß nun New York. Nach dem Rampjaar Hollands von 1672 bekamen die Sieben Provinzen wieder einen Statthalter, Wilhelm III. (Oranien), der dann in Personalunion nach der britischen Glorious Revolution von 1688 im Vereinigten Königreich auch König von England, Schottland und Irland wurde.
Das Bild Der Geograph zeigt in Bildmitte den Wissenschaftler in einem Zimmer neben dem Fenster stehend als zentrales Motiv. Er trägt eine lange Robe und sein langes Haar hinter die Ohren gestrichen offen. Vor ihm liegt eine entrollte Karte ausgebreitet, die im einfallenden Licht hell aufscheint. Ein die Tischplatte bedeckender Bildteppich ist beiseite geschoben und hängt Falten werfend im Vordergrund über den Tisch bis auf den Boden, sodass die stützende Konstruktion darunter verborgen bleibt. Daneben ist eine niedrige Truhe zu sehen, auf dem Boden dahinter liegen gerollte Kartenblätter. An der Wand im Hintergrund steht ein hoher Schrank, darauf ein Globus. Der Geograph hält in der rechten Hand einen Stechzirkel, mit dem auf einer Karte Entfernungen abgetragen werden, mit der linken stützt er sich auf ein Kantholz, das zum Glattstreichen und Fixieren des Kartenblatts dient. Er ist in einem Augenblick dargestellt, da er den Kopf hebt und sein Blick nach draußen in die Ferne geht. Sein Gesicht leuchtet im Lichteinfall auf, sodass dessen noch jugendlichen Züge im Halbprofil zu erkennen sind. Requisiten, Bekleidung und Erscheinung lassen den Geographen in dieser Szene als geheimnisvollen Charakter wirken.
Mit diesen Darstellungen eines Geographen und eines Astronomen griff Jan Vermeer einen wichtigen Paradigmenwechsel auf. Bis in das 17. Jahrhundert hinein war es verpönt, sich mit der Ausdehnung, Gestalt und Geschichte der Erde sowie mit den Sternen zu beschäftigen. Dies wurde als Zuwiderhandlung gegen den Heilsplan Gottes verstanden und als vermessen betrachtet. Trotzdem entwickelten sich die Wissenschaften, die sich mit der Erde und den Sternen auseinandersetzten, seit dem Ende des 15. Jahrhunderts in großem Umfang weiter. Seit den außereuropäischen Entdeckungen in Amerika, Asien und Afrika benötigten Kaufleute, Seefahrer und Adelige immer mehr geographisches Wissen, das in Büchern, Karten und Globen aufbereitet wurde.

### Allegorien

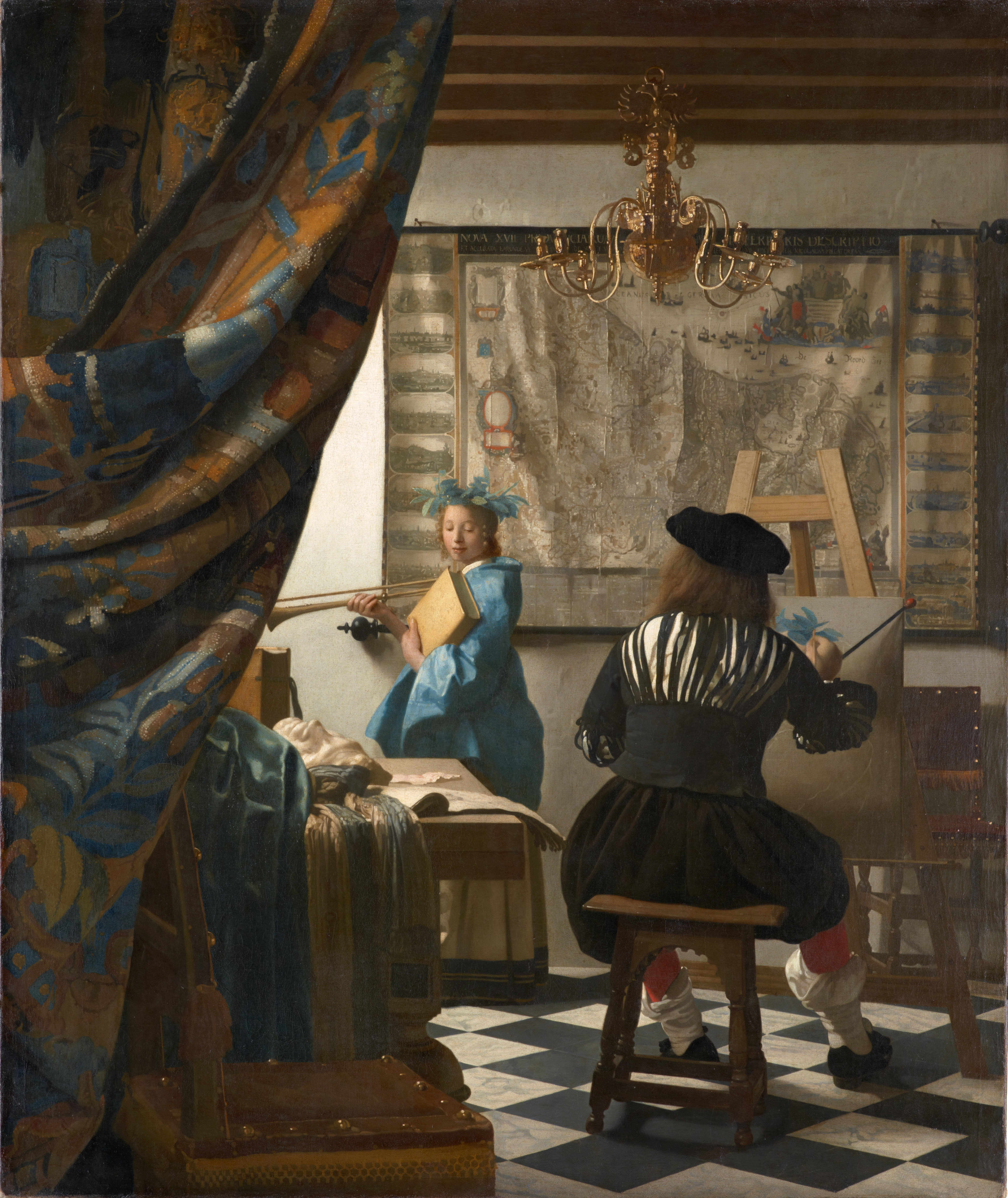
Die Malkunst (etwa 1665/1666 oder 1673[?])

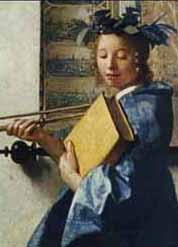
Bildausschnitt mit der Muse Klio im Detail

Jan Vermeer malte neben seinen naturalistischen Bildern, die sich meistens mit Themen aus dem Alltag beschäftigten, auch zwei Allegorien, in denen er abstrakte Themen personifizierte und durch Symbole und Verweise persönlich dazu Stellung nahm. Diese beiden Bilder tragen die Titel Allegorie des Glaubens, entstanden zwischen 1671 und 1674, und Die Malkunst (Allegorie der Malerei). Dabei stützte Vermeer sich auf Cesare Ripas Abhandlung über Ikonografie.
Die Allegorie der Malerei hat eine Größe von 130 cm × 110 cm, womit es eines der größten Gemälde Vermeers ist. Das Bild wurde von vielen Kunsthistorikern als Vermeers malerisches Vermächtnis betrachtet. So verwendete Hans Sedlmayr den Titel Der Ruhm der Malkunst. Diese Betitelung ist auf den Namen des Bildes bei der Schuldentilgung nach Vermeers Tod zurückzuführen, als es „Ein Stück Malerei, […], worauf die Malkunst dargestellt ist“ hieß.
Das Bild zeigt ein Atelier, das eventuell von Vermeers eigenem inspiriert war, da ein Eichentisch wie der dargestellte in dessen Inventarliste auftauchte. Auf diesem Tisch befindet sich neben einem Buch, Symbol der Weisheit und der Kontemplation, auch ein Heft, das als Symbol der künstlerischen Eingebung zu verstehen ist. Als zentrale Person in diesem Bild sitzt der Maler in der Mitte des Bildes vor einer fast leeren Leinwand. Er wendet dem Betrachter den Rücken zu, so dass er seine Anonymität wahrt. Im Bildhintergrund befindet sich eine junge Frau, die dem Maler Modell steht. Sie trägt eine blaue Robe aus Seide und einen gelben Rock. In ihrer linken Hand hält sie ein Buch, in ihrer Rechten eine Trompete. Auf ihrem Kopf trägt sie einen Kranz aus Lorbeerblättern, alles ewigen Ruhm darstellend.
Die leere Leinwand galt seit der Renaissance als ein Symbol für die künstlerische Idee, die im Malprozess dann Gestalt annimmt. Dass der Maler an einem Bild arbeitet, während auf dem Tisch eine Maske liegt, wurde als Ergebnis des Wettstreites der Künste, des „Paragone“, gedeutet. Somit hätte die Malerei über die Bildhauerei triumphiert. Nach dem heutigen Stand der Forschung wird angenommen, dass die junge Frau nicht einfach ein Modell ist – oder Fama –, sondern die Muse Klio darstellt. Diese ist in der griechischen Mythologie die Muse der Geschichtsschreibung und Heldendichtung. Damit ist das Thema des Bildes nicht die Malerei, sondern die Geschichte. Dies versinnbildlicht auch die Karte von Nicolaes Visscher an der Wand im Hintergrund, welche die siebzehn Provinzen vor dem Waffenstillstand mit Spanien 1609 zeigt. Die Karte aus dem Jahre 1636 ist an beiden Rändern mit Stadtansichten gesäumt, und Klio steht vor Den Haag mit der Ansicht des königlichen Hofes. Dies kann als Huldigung Vermeers an Wilhelm III. von Oranien gedeutet werden. Das Bild könnte in der Anfangszeit des Französisch-Niederländischen Krieges entstanden sein, der von 1672 bis 1678 dauerte, zu einer Zeit innerer Unruhen in den Niederlanden, in der die Hoffnung auf den Oraniern ruhte. Daneben wird eine positive Einstellung gegenüber dem Heiligen Römischen Reich Deutscher Nation zum Beispiel durch den Kronleuchter mit dem habsburgischen Doppeladler deutlich. Das Bild ist somit kein Lob der Malerei, sondern vielmehr eine Stellungnahme Vermeers zur aktuellen politischen Situation in den Niederlanden.

### Zeichnungen
Es gibt keine Zeichnungen, die Jan Vermeer zweifelsfrei zugeordnet werden können. Ihr Fehlen hat dazu geführt, dass viele Autoren davon ausgehen, dass Vermeer keine Studienzeichnungen für sein Schaffen benötigte. Dem entgegen steht die umstrittene Zeichnung Magd mit Fußwärmer, die von Befürwortern von Vorzeichnungen Vermeer zugeschrieben und auf das Jahr 1655 datiert wird. Sie ist 25,5 cm × 16,5 cm groß, mit Kreide auf blauem Papier ausgeführt und befindet sich heute in der Graphischen Sammlung der Klassik Stiftung in Weimar. Befürworter führen die Zuordnung der Zeichnung zu Vermeer vor allem auf stilistische Gemeinsamkeiten und die Ähnlichkeit des Monogramms auf dem Fußwärmer mit den Signaturen auf den Gemälden Briefleserin am offenen Fenster und Ansicht von Delft zurück. Zweifler führen beispielsweise das blaue Zeichenpapier als Begründung für ihre Position an, da sie davon ausgehen, dass dieses Papier erst in späteren Jahrhunderten hergestellt wurde. Dem widerspricht eine Darstellung Karel van Manders, der vor Vermeer lebte und Autor des Schilderboeks war. Van Mander erwähnte einen Schüler des Porträtisten Michiel Miereveld aus Delft: „Er ist eifrig im Untersuchen der reifsten Schönheit der Malkunst, praktiziert im Kolorieren verschiedene selbsterfundene Manieren, zeichnet dazwischen auch auf blauem Papier …“ Das bedeutet, dass es schon lange vor Jan Vermeer im Delfter Gebiet blaues Zeichenpapier gab.

### Malmaterialien
Die Wahl der verwendeten Malerfarben war ein wichtiger Aspekt der aufwändigen Maltechnik Vermeers. Er ist vor allem für seine großzügige Verwendung des teuren natürlichen Ultramarins bekannt („Dienstmagd mit Milchkrug“ und „Briefleserin in Blau“). Charakteristisch für ihn waren auch die Pigmente Bleizinngelb („Briefschreiberin in Gelb“), Krapplack („Christus bei Maria und Martha“) und Zinnober. Für seine Stadtansichten und Hintergründe setzte Vermeer auch Erdfarben, Beinschwarz und das billigere blaue Pigment Azurit ein.

### Künstlerische Innovation
Jan Vermeer war in der Malerei seiner Zeit ein Vorreiter neuer Gestaltungsprinzipien. Er verwendete eine ausgewogene Aufteilung der Flächen, mit der er auch komplexe Sachverhalte und Strukturen einfach und mit wenigen Elementen darstellte. Dabei spielte die Geometrie eine wichtige Rolle für die Komposition. Vermeer ging in seinen Bildern so mit dem Licht um, dass annähernd der Eindruck von Freilichtmalerei erreicht wurde. Weiterhin verwendete er keine grauen Farbtöne zur Darstellung von Schatten.
Der niederländische Maler Vincent van Gogh schrieb an den französischen Maler Émile Bernard:

„Es stimmt, dass man in den paar Gemälden, die er gemalt hat, die ganze Farbtonleiter finden kann; doch das Zitronengelb, das blasse Blau und Hellgrau zu vereinen ist bei ihm so kennzeichnend wie bei Velázquez die Harmonisierung von Schwarz, Weiß, Grau und Rosa.“

Es wird immer wieder behauptet, dass Jan Vermeer beim Malen seiner Bilder eine Camera obscura benutzte. Norbert Schneider zum Beispiel schreibt:

„Wir wissen heute, dass Vermeer bei den meisten seiner Bilder Gebrauch von der Camera obscura gemacht hat, und zwar in einer Weise, die die Konditionen dieses Mediums nicht verhehlt, sondern geradezu sichtbar macht, wie an den Randunschärfen und Lichtpunkten, dem berühmten ‚Pointillé‘ zu erkennen ist. Die Bilder erhalten bei ihm auf diese Weise eine ‚abstrakte‘ Qualität, da sie nicht vorgeben, die Wirklichkeit so, wie sie ist, wiederzugeben, sondern so, wie man sie sieht, […] Man kann sagen, dass die ‚Camera obscura zu einer Quelle des Stils‘ wird.“

Nicht alle Experten teilen diese Meinung. In einer Vielzahl von Studien ist das Thema untersucht worden. Doch selbst unter jenen Wissenschaftlern, die sich sicher sind, dass Vermeer in der Tat mit einer Camera Obscura gearbeitet habe, werden immer noch große Debatten darüber geführt, in welchem Umfang er dies tat. Die Diskussionen fingen an, als der US-amerikanische Lithograph, Joseph Pennell 1891 bei dem Vermeer-Bild Der Soldat und das lachende Mädchen erstmals auf die fotografischen Perspektiven hingewiesen hat. 1934 machte Paul Claudel erneut die Kunstgeschichte auf die photographischen Qualitäten der Kunst Vermeers aufmerksam. Charles Seymour und Arthur K. Wheelock jr. behaupten unter Verweis auf die zu erkennenden Halo-Lichteffekte, dass Vermeer für seine Ansicht von Delft, Die Malkunst, das Mädchen mit rotem Hut und Die Spitzenklöpplerin eine Camera Obscura benutzt habe. Jørgen Wadum dagegen legt mehr Wert auf Vermeers Entwicklung und seine Qualitäten als Maler von Perspektiven: Dreizehn Gemälde haben ein kleines Loch, das mit einer Nadel in das Leinen gestochen wurde.

## Bedeutung

### Beachtung und Bekanntheit
Jan Vermeer und sein Werk blieben zu seinen Lebzeiten den meisten unbekannt, da seine Gemälde über einen kleinen Kenner- und Liebhaberkreis hinaus kaum Beachtung fanden. Das lag an seinem kleinen Gesamtwerk und daran, dass nur selten Gemälde von ihm auf Auktionen gehandelt wurden. Zwar wurde die Qualität der Werke Vermeers wahrgenommen, jedoch fand sein Gesamtwerk kaum Beachtung. Im 17. und 18. Jahrhundert geriet Jan Vermeer nicht vollkommen in Vergessenheit, wurde jedoch nur selten in der Literatur erwähnt. Dabei wurde sein Werk meist gelobt. Mit Beginn des 19. Jahrhunderts wuchs das Interesse an Jan Vermeer wieder, auch wenn kaum biographische Informationen über ihn bekannt waren. Vermeers Bilder wurden in Auktionskatalogen besonders angepriesen und erzielten hohe Preise. Daneben wurde Vermeers Werk durch Künstler aufgegriffen, so wie beispielsweise durch Wybrand Hendriks, der die Ansicht von Delft kopierte und Genreszenen im Stile Vermeers malte. 1821 veröffentlichte Christian Josi einen Aufsatz mit dem Titel Discours sur l’état ancien et moderne des arts dans les Pays-Bas, in dem er alle Informationen über Vermeer zusammenzutragen versuchte und dessen Werk rühmte.
Nachdem Vermeers Gemälde Ansicht von Delft in der Literatur besonders gerühmt worden war, entschied sich König Wilhelm I. der Niederlande für den Ankauf dieses Werkes durch das Mauritshuis. In der dortigen Königlichen Galerie wurde der britische Kunstsammler John Smith auf das Werk Jan Vermeers aufmerksam. Smith erwähnte Vermeer in seinem Verzeichnis von Gemälden aus Frankreich, Flandern und den Niederlanden, das acht Bände umfasste. Den niedrigen Bekanntheitsgrad Vermeers erklärte Smith mit dessen kleinem Gesamtwerk. In Anbetracht dessen wunderte sich John Smith über Vermeers Kunstfertigkeit, weshalb er ihn für einen Imitator und Schüler anderer Maler hielt.
Ab der Mitte des 19. Jahrhunderts wurde Vermeers Malerei breiter rezipiert. Der französische Publizist und Politiker William Thoré-Bürger lernte auf seinen Reisen durch Holland und Belgien die niederländische Malerei aus dem 17. Jahrhundert kennen, darunter auch Werke Vermeers. Thoré-Bürger erkannte dabei, dass der Realismus in der Darstellung des Alltagslebens den Vorstellungen der Ästhetik seiner Zeit entsprach. Er verhalf Vermeer mit drei sehr positiven Zeitschriftenaufsätzen zum Durchbruch. In diesen Aufsätzen katalogisierte William Thoré-Bürger die Werke Vermeers und charakterisierte dessen Malerei. Mit der Arbeit Thoré-Bürgers ging Jan Vermeer erstmals in größerem Ausmaß in die Kunstliteratur ein. Die Impressionisten kamen durch die Beobachtung des Lichts zu ähnlichen Feststellungen wie Vermeer, dessen Bilder die Lichtverhältnisse in ihrer natürlichen Art wiedergaben. So erfuhren Jan Vermeer und sein Werk immer größere Würdigung.
Zu Beginn des 20. Jahrhunderts wurden Gemälde Vermeers, wie zum Beispiel das Mädchen mit rotem Hut, in Privatsammlungen wiederentdeckt. Diese Werke waren anderen Künstlern wie Gabriel Metsu und Pieter de Hooch zugeschrieben worden. Jedoch wurden durch Thoré-Bürger und andere Kunstkritiker und Kunsthistoriker auch fälschlicherweise Werke Jan Vermeer zugeordnet, wie etwa die von Jacobus Vrel und Jan Vermeer van Haarlem. So beschäftigte sich die Vermeer-Forschung im 20. Jahrhundert vor allem mit der genauen Feststellung des Gesamtwerkes.
Heute zählt Jan Vermeer zu den populärsten niederländischen Malern. So sahen 1995/1996 in 14 Wochen 460.000 Besucher die Den Haager Ausstellung Johannes Vermeer, in der 22 seiner Werke zu sehen waren. Außergewöhnlich war, dass alle Tickets bereits im Vorverkauf verkauft wurden. Dieselbe Ausstellung in Washington, D.C. hatte 327.551 Besucher. Die 28 Werke umfassende Ausstellung Vermeer im Rijksmuseum Amsterdam im Jahr 2023 war mit rund 650.000 Besuchern die bisher größte Werkschau des Künstlers.

### Kunstmarktentwicklung
Jan Vermeer wurde von Mäzenen unterstützt, die einen Großteil seiner Werke erwarben. Eine bedeutende Sammlung seiner Werke befand sich dabei im Besitz des Druckereibesitzers Jacob Dissius und seiner Frau Magdalena van Ruijven, die nach einer 1682 verfassten Inventarliste 19 Gemälde Vermeers besaßen. Einige der Bilder stammten aus dem Besitz ihres Vaters Pieter Claesz. van Ruijven. Andere können aber auch von Magdalena van Ruijven, Jacob Dissius oder dessen Vater, Abraham Jacobsz Dissius, erworben worden sein, als am 15. Mai 1677 im Saal der Lukasgilde 26 Werke Vermeers aus dessen Nachlass verkauft wurden. So haben wahrscheinlich beide Familien bedeutende Stücke aus Vermeers Gesamtwerk erworben.
Kommerziell hatten die Werke Vermeers eine herausgehobene Stellung. So wurden am 16. Mai 1696 bei einer Auktion von Gerard Houet 134 Bilder versteigert, von denen 21 Stücke Gemälde Vermeers gewesen sein sollen. Die geforderten Preise für diese Bilder lagen zwischen 17 und 200 Gulden. Dass seine Bilder so hohe Preise erzielten, ist ein Zeichen dafür, dass Vermeer ein gesuchter Künstler war. In der gleichen Auktion wurde beispielsweise ein Kopfbildnis von Rembrandt für etwas über sieben Gulden und eine Carel Fabritius zugeschriebene Enthauptung Johannes des Täufers für 20 Gulden verkauft, was den Stellenwert Vermeers unterstreicht.
Mit zunehmender Bekanntheit und Beliebtheit Vermeers zu Beginn des 19. Jahrhunderts stiegen auch die Preise. So wurde Der Geograph 1798 für sieben Louis gekauft und 1803 für 36 wieder verkauft. Ein Jahr später erwarb der Staat auf Wunsch des Königs die Ansicht von Delft für die damals extrem hohe Summe von 2900 Gulden und ließ sie dem Mauritshuis zukommen. Ende des 19. Jahrhunderts wurden immer mehr Werke Vermeers zu immer höheren Preisen gehandelt. Amerikanische Millionäre wie John Pierpont Morgan, Henry Clay Frick, Henry Marquand und Isabella Stewart Gardner kauften Vermeers und wurden von den Museen umworben, ihnen diese zu leihen und auch zu übereignen. Ein Beispiel für die Preisentwicklung ist die Allegorie des Glaubens. 1899 erwarb Abraham Bredius dieses Gemälde für rund 700 Gulden und lieh es in der Folge dem Mauritshuis und dem Boymans van Beuningen Museum. Schließlich verkaufte Bredius das Bild für 300.000 Dollar an den Amerikaner Michael Friedsam, der es dem Metropolitan Museum hinterließ. Für 625.000 Gulden erwarb Henri W. A. Deterding 1921 das Bild Straße in Delft aus der nach dem Kunstsammler Jan Six benannten Collectie Six und schenkte es dem holländischen Staat. Auf Deterdings Verfügung hin wird das Bild im Rijksmuseum in Amsterdam gezeigt. Die Preisentwicklung und die große Nachfrage machten Vermeer für Fälscher attraktiv.
1940 erwarb Adolf Hitler Die Malkunst (Allegorie der Malerei) für 1.650.000 Reichsmark von den Österreichern Eugen und Jaromir Czernin. Die Steuern von etwa 500.000 Reichsmark wurden ebenfalls durch Hitler übernommen. Im Vorfeld gab es schon mehrere Kaufangebote, unter anderem über sechs Millionen Dollar vom US-Staatssekretär Andrew W. Mellon, die Ausfuhrgenehmigung wurde aber nicht erteilt. Das Bild war für das geplante Kunstmuseum in Linz vorgesehen und befand sich nach dem Erwerb durch Hitler zunächst in München. Gegen Ende des Zweiten Weltkrieges wurde es im Salzbergwerk Altaussee versteckt und nach Kriegsende von Angehörigen der US-Armee geborgen. Diese übergaben Die Malkunst dem Kunsthistorischen Museum in Wien.
2004 wurde das Bild Junge Frau am Virginal für 30 Millionen Dollar durch Steve Wynn ersteigert. Es war das erste Mal seit 1921, dass ein Werk Vermeers auf einer Auktion angeboten wurde.

## Fälschungen
Da die Urheberschaft Vermeers heute nur bei 37 Bildern als gesichert gilt, gab es immer wieder Gerüchte über die Existenz weiterer Bilder, deren Aufbewahrungsort bisher nur nicht bekannt sei. Dieser Umstand führte dazu, dass immer wieder Fälscher angeblich bisher unentdeckte Bilder Vermeers herstellten und auf den Kunstmarkt brachten. Die Nachfrage nach Werken Vermeers war so groß, dass sie nicht durch sein kleines Gesamtwerk abgedeckt werden konnte. Der Niederländer Han van Meegeren stellte so perfekte Fälschungen her, dass selbst der Vermeer-Experte Abraham Bredius Expertisen über die Echtheit dieser Bilder ausstellte. Dieser bestätigte unter anderem die Echtheit des Emmausmahls von van Meegeren, welches das Museum Boijmans Van Beuningen in Rotterdam 1938 erwarb. Daneben kaufte auch der deutsche Reichsmarschall Hermann Göring eine Fälschung von Han van Meegeren, ebenso wie der niederländische Staat. Dieser kaufte das Bild Fußwaschung im Jahre 1943, das sich heute im Rijksmuseum in Amsterdam befindet. Neben Bredius stellten auch Wilhelm von Bode und der Direktor des Mauritshuis, Wilhelm Martin, Expertisen für falsche Vermeers aus. Diese Bilder gehören heute der National Gallery of Art in Washington.
Inzwischen kann mit Untersuchungsmethoden eindeutig bestimmt werden, ob Jan Vermeer zugeschriebene Werke überhaupt zu seinen Lebzeiten gemalt worden sein können. Fälschungen mit Bleipigmenten aus heutigem Blei bzw. Bleiverbindungen weisen eine abweichende Isotopenzusammensetzung auf und können mit Hilfe der Blei-210-Datierung erkannt werden. Blei-210 ist ein aus Radium-226 entstehendes Bleiisotop der Uran-Radium-Zerfallsreihe, das mit einer Halbwertszeit von 22 Jahren weiter zerfällt. Diese kurze Halbwertszeit kann zur Erkennung von Fälschungen aus jüngster Zeit genutzt werden. Zudem wurde das zu Lebzeiten Vermeers in den Niederlanden verwendete Blei aus Lagerstätten in den europäischen Mittelgebirgen gewonnen. Seit dem 19. Jahrhundert werden jedoch Bleierze aus Amerika und Australien eingeführt, so dass sich das moderne Bleiweiß im Gehalt an Spurenelementen und in der Isotopenzusammensetzung des Bleis vom älteren Bleiweiß unterscheidet. Dieses zeichnete sich zusätzlich durch hohe Silber- und Antimongehalte aus, während das moderne Bleiweiß diese Elemente nicht mehr enthält, da diese bei der Verhüttung vom Blei getrennt werden.

## Rezeption

### Malerei
Malerisch wurde Jan Vermeer durch Salvador Dalí rezipiert. Als Kind faszinierte Dalí eine Reproduktion von Vermeers Die Spitzenklöpplerin, die sich im Arbeitszimmer seines Vaters befand. 1934 malte er einige Bilder mit Bezug zu Werken Jan Vermeers wie The Ghost of Vermeer of Delft Which Can Be Used As a Table, welches Vermeer als eine dunkle, kniende Figur zeigt, die ein Bein weit abspreizt, so dass es eine Tischplatte bildet. Auf diesem Tisch befinden sich eine Flasche und ein kleines Glas. In dem Bild Paysage avec elements enigmatiques aus demselben Jahr wird Jan Vermeer vor der Staffelei sitzend dargestellt. Im Jahr 1936 entstand Apparition de la ville de Delft, welches im Hintergrund einen Teil der Ansicht von Delft zeigt. Salvador Dalí bat den Louvre, eine Kopie der Spitzenklöpplerin anfertigen zu dürfen und erhielt die Erlaubnis. So entstand 1955 die Kopie und das Bild Peintre paranoïaque-critique de la Dentellière de Vermeer (deutsch: Paranoisch-kritisches Gemälde der Spitzenklöpplerin von Vermeer), in dem er das Gemälde in Form von Rhinozeroshörnern explodieren lässt. Diese Form entstand schon in Dalis Kindheit, weil er beim Betrachten der Reproduktion des Gemäldes an diese denken musste.
Salvador Dalí bewunderte Vermeer und verglich die Spitzenklöpplerin mit der Sixtinischen Kapelle. Dazu sagte er wörtlich: „Michelangelo mit dem Jüngsten Gericht ist nicht großartiger als Vermeer van Delft mit seiner Spitzenklöpplerin im Louvre, eine Handspanne im Quadrat groß. Wenn man die plastischen Dimensionen in Betracht zieht, so kann man Vermeers Spitzenklöpplerin der Sixtinischen Kapelle gegenüber als großartig bezeichnen.“
Unter den Gegenwartskünstlern ist es Gerhard Richter, dessen Bewunderung für Vermeer immer wieder genannt wird und diese in seinen „unscharfen“ Foto-Adaptionen zum Ausdruck kommt.

### Film
Unter der Regie von Jean Oser entstand 1952 der Oscar-prämierte Kurzfilm Light in the Window, der sich mit dem Leben und Wirken von Vermeer beschäftigt.
Peter Greenaway versuchte 1985 in seinem Film Ein Z und zwei Nullen die Werke von Jan Vermeer in der Realität nachzustellen. Im Film All the Vermeers in New York von Jon Jost aus dem Jahr 1990 spielen die Vermeer-Bilder im Metropolitan Museum eine Rolle, vor denen sich eine französische Schauspielerin mit einem Finanzmakler trifft.
2003 wurde das Buch Das Mädchen mit dem Perlenohrring von dem britischen Filmregisseur Peter Webber verfilmt. Die Hauptrolle der Magd spielte Scarlett Johansson, Vermeer wurde von Colin Firth verkörpert. Das Mädchen mit dem Perlenohrring erhielt mehrere Preise und wurde für drei Oscars nominiert.
Neben seiner malerischen Rezeption griff Salvador Dalí Jan Vermeer auch filmisch auf. 1954 begannen er und Robert Descharnes mit Dreharbeiten für einen Film namens L’Histoire prodigieuse de la Dentelliere et du Rhinoceros, auch L’aventure prodigieuse de la Dentelliere et du Rhinoceros. Dieser Film, der thematisch mit der Spitzenklöpplerin und dem Rhinozeros zu tun hatte, wurde jedoch nicht fertiggestellt. Auch in dem surrealistischen Film Ein andalusischer Hund aus dem Jahr 1929, an dem Dali ebenfalls beteiligt war, taucht kurz das Bild Die Spitzenklöpplerin als Abbildung in einem Buch auf.
Im Jahr 2013 erschien eine Dokumentation über den Erfinder Tim Jenison, Tim’s Vermeer. Er folgte einer Theorie, dass Vermeer beim Malen optische Instrumente verwendet hat. So baute er einen Raum nach Vorbild des Gemäldes Die Musikstunde nach und malte nach, was er durch seine Instrumente sah. Eine Ausbildung zum Malen hatte er nicht. Nach vier Monaten beendete er seine Arbeit. Er selbst sieht die Theorie bestätigt, während Kunsthistoriker daran zweifeln, dass Vermeer tatsächlich optische Instrumente auf diese Weise verwendet hat.
2015 entstand unter der Regie von Jean-Pierre Cottet und Guillaume Cottet die Dokumentation Vermeer – Die Revanche. Sie ist ein Lebenslauf anhand von Vermeers Bildern (Frankreich 2015, 95 Min.).

## Liste der heute bekannten und Vermeer zugeschriebenen Bilder
Die zeitliche Einordnung der Gemälde von Vermeer ist ein grundsätzliches Problem für die Kunstgeschichtsschreibung, weil der Maler selbst nur drei seiner Gemälde datiert hat: Bei der Kupplerin, Der Astronom und Der Geograph. Die Datierungen aller übrigen Bilder können nur vermutet werden, da die wenigen vorhandenen Angaben keine ausreichenden Anhaltspunkte für eine zeitliche Einordnung bieten.
| Nr. | Bild | Titel (Entstehungsjahr)                                             | Größe, Material                                      | Ausstellung/Sammlung/Besitzer                                       |
| --- | ---- | ------------------------------------------------------------------- | ---------------------------------------------------- | ------------------------------------------------------------------- |
| 1   |      | Christus bei Maria und Martha (1654/1655)                           | 160 cm × 142 cm Öl auf Leinwand                      | Scottish National Gallery in Edinburgh                              |
| 2   |      | Die heilige Praxedis [Zweifel an Urheberschaft] (1655)              | 101,6 cm × 82,6 cm Öl auf Leinwand                   | Nationalmuseum für westliche Kunst in Tokio (private Dauerleihgabe) |
| 3   |      | Diana mit ihren Gefährtinnen (1655/1656)                            | 98,5 cm × 105 cm Öl auf Leinwand                     | Mauritshuis in Den Haag                                             |
| 4   |      | Bei der Kupplerin (1656)                                            | 143 cm × 130 cm Öl auf Leinwand                      | Gemäldegalerie Alte Meister in Dresden                              |
| 5   |      | Schlafendes Mädchen (1657)                                          | 87,6 cm × 76,5 cm Öl auf Leinwand                    | Metropolitan Museum of Art in New York                              |
| 6   |      | Briefleserin am offenen Fenster (1657)                              | 83 cm × 64,5 cm Öl auf Leinwand                      | Gemäldegalerie Alte Meister in Dresden                              |
| 7   |      | Straße in Delft (1657/1658)                                         | 54,3 cm × 44 cm Öl auf Leinwand                      | Rijksmuseum in Amsterdam                                            |
| 8   |      | Der Soldat und das lachende Mädchen (1658)                          | 49,2 cm × 44,4 cm Öl auf Leinwand                    | Frick Collection in New York                                        |
| 9   |      | Herr und Dame beim Wein (1658–1660)                                 | 66,3 cm × 76,5 cm Öl auf Leinwand                    | Gemäldegalerie in Berlin                                            |
| 10  |      | Dienstmagd mit Milchkrug (1658–1660)                                | 45,4 cm × 41 cm Öl auf Leinwand                      | Rijksmuseum in Amsterdam                                            |
| 11  |      | Das Mädchen mit dem Weinglas (Die Dame mit zwei Herren) (1659/1660) | 78 cm × 67,5 cm Öl auf Leinwand                      | Herzog Anton Ulrich-Museum in Braunschweig                          |
| 12  |      | Ansicht von Delft (1660/1661)                                       | 98,5 cm × 117,5 cm Öl auf Leinwand                   | Mauritshuis in Den Haag                                             |
| 13  |      | Die unterbrochene Musikstunde (1660/1661)                           | 38,7 cm × 43,9 cm Öl auf Leinwand                    | Frick Collection in New York                                        |
| 14  |      | Briefleserin in Blau (1662–1664)                                    | 46,5 cm × 39 cm Öl auf Leinwand                      | Rijksmuseum in Amsterdam                                            |
| 15  |      | Die Musikstunde (Herr und Dame am Virginal) (1662–1665)             | 74,6 cm × 64,1 cm Öl auf Leinwand                    | Royal Collection in London (im Buckingham Palace)                   |
| 16  |      | Frau mit Waage (Die Perlenwägerin) (1662–1664)                      | 42,5 cm × 38 cm Öl auf Leinwand                      | National Gallery of Art in Washington D.C.                          |
| 17  |      | Lautenspielerin am Fenster (1664)                                   | 51,4 cm × 45,7 cm Öl auf Leinwand                    | Metropolitan Museum of Art in New York                              |
| 18  |      | Junge Dame mit Perlenhalsband (1664)                                | 55 cm × 45 cm Öl auf Leinwand                        | Gemäldegalerie in Berlin                                            |
| 19  |      | Junge Frau mit Wasserkanne am Fenster (1664/1665)                   | 45,7 cm × 40,6 cm Öl auf Leinwand                    | Metropolitan Museum of Art in New York                              |
| 20  |      | Das Mädchen mit dem Perlenohrring (1665)                            | 45 cm × 40 cm Öl auf Leinwand                        | Mauritshuis in Den Haag                                             |
| 21  |      | Das Konzert (1665/1666)                                             | 69 cm × 63 cm Öl auf Leinwand                        | Isabella Stewart Gardner Museum in Boston (seit 1990 gestohlen)     |
| 22  |      | Briefschreiberin in Gelb (1665–1670)                                | 45 cm × 39,9 cm Öl auf Leinwand                      | National Gallery of Art in Washington D.C.                          |
| 23  |      | Mädchenkopf (Bildnis eines jungen Mädchens) (1666/1667)             | 44,5 cm × 40 cm Öl auf Leinwand                      | Metropolitan Museum of Art in New York                              |
| 24  |      | Mädchen mit Flöte [Zweifel an Urheberschaft] (1669/1670)            | 20 cm × 17,8 cm Öl auf Holz                          | National Gallery of Art in Washington D.C.                          |
| 25  |      | Mädchen mit rotem Hut (1666/1667)                                   | 23,2 cm × 18,1 cm Öl auf Holz                        | National Gallery of Art in Washington D.C.                          |
| 26  |      | Dame mit Dienstmagd und Brief (1667/1668)                           | 89,5 cm × 78,1 cm Öl auf Leinwand                    | Frick Collection in New York                                        |
| 27  |      | Der Astronom (1668)                                                 | 50,8 cm × 46,3 cm Öl auf Leinwand                    | Louvre in Paris                                                     |
| 28  |      | Der Geograph (1668/1669)                                            | 53 cm × 46,6 cm Öl auf Leinwand                      | Städel in Frankfurt am Main                                         |
| 29  |      | Der Liebesbrief (1669/1670)                                         | 44 cm × 38,5 cm Öl auf Leinwand                      | Rijksmuseum in Amsterdam                                            |
| 30  |      | Die Spitzenklöpplerin (1669/1670)                                   | 24,5 cm × 21 cm Öl auf Leinwand, auf Holz aufgezogen | Louvre in Paris                                                     |
| 31  |      | Briefschreiberin und Dienstmagd (1670)                              | 71 cm × 59 cm Öl auf Leinwand                        | National Gallery of Ireland in Dublin                               |
| 32  |      | Junge Frau am Virginal [Zweifel an Urheberschaft] (1672–1675)       | 25,5 cm × 20 cm Öl auf Leinwand                      | Privatsammlung (The Leiden Collection, New York City)               |
| 33  |      | Allegorie des Glaubens (1671–1674)                                  | 114,3 cm × 88,9 cm Öl auf Leinwand                   | Metropolitan Museum of Art in New York                              |
| 34  |      | Die Gitarrenspielerin (1672)                                        | 53 cm × 46,3 cm Öl auf Leinwand                      | Kenwood House in London                                             |
| 35  |      | Die Malkunst (1666–1668)                                            | 130 cm × 110 cm Öl auf Leinwand                      | Kunsthistorisches Museum in Wien                                    |
| 36  |      | Stehende Virginalspielerin (1673–1675)                              | 51,7 cm × 45,2 cm Öl auf Leinwand                    | The National Gallery in London                                      |
| 37  |      | Sitzende Virginalspielerin (1673–1675)                              | 51,5 cm × 45,5 cm Öl auf Leinwand                    | The National Gallery in London                                      |